# Concerto per violoncello e orchestra (Lalo)
Il Concerto per violoncello e orchestra in re minore è una composizione musicale scritta dal compositore francese Édouard Lalo nel 1876.

## Storia della composizione
Presso il grande pubblico, Édouard Lalo non figura certamente tra i musicisti più noti e conosciuti e della sua copiosa produzione solo assai poche sono le opere che godono di una vasta diffusione; nella sua Guida all'ascolto della musica sinfonica, Giacomo Manzoni riporta unicamente la Sinfonia Spagnola Op. 21 ed il Concerto per violoncello e orchestra tra le opere degne di attenzione. Ciononostante, considerare il maestro di Lilla come un musicista “minore” sarebbe un errore che non terrebbe conto di una personalità eclettica e complessa, aperta alle più varie esperienze musicali e formatasi dopo un lungo, paziente e faticoso tirocinio. Allievo della sezione staccata del Conservatorio di Parigi presso la sua città natale, dove ebbe come insegnante il violoncellista tedesco Peter Baumann, Lalo perfezionò i suoi studi divenendo allievo del violinista François-Antoine Habeneck (violino) e di Julius Schulhoff e Joseph-Eugène Crèvecœur (composizione). Nel 1855 fece parte, come violinista, del Quartetto Armingaud, e agli anni cinquanta risalgono le sue prime composizioni, prevalentemente cameristiche, che non ricevettero però l'apprezzamento del pubblico al punto di indurre Lalo a tralasciare per lungo tempo l'attività creativa a favore di quella concertistica per violino e viola. Fu solo nel 1875 che la sua attività di compositore riscosse un notevole successo con la Sinfonia Spagnola, forse il lavoro più noto ed eseguito del musicista francese, composto espressamente per esaltare le qualità virtuosistiche del celebre violinista spagnolo Pablo de Sarasate e nel quale emerge la notevole capacità di Lalo di assimilare le inflessioni “nazionali” di varie musiche europee, rinvenibile anche in altre opere tra cui il Concerto Russo Op. 29, la Fantasia Norvegese e la Rapsodia Norvegese. 
Édouard Lalo compose il suo Concerto per violoncello con la collaborazione del noto violoncellista parigino Adolphe Fischer (1847-1891), portandolo a compimento nel 1876; la prima esecuzione ebbe luogo l'anno successivo a opera dello stesso Fischer in occasione di un ciclo di concerti che si tennero a Parigi presso il Cirque d'hiver dove Jules Étienne Pasdeloup organizzava ogni domenica i “Concerts Populaires”, con il lodevole obiettivo di fare della musica un elemento a favore della formazione culturale a disposizione di tutti.
Assieme ai Concerti di Robert Schumann, Camille Saint-Saëns e Antonín Dvořák, il Concerto per violoncello di Lalo è tra i più noti ed eseguiti nel mondo e figura tra i maggiori capolavori della letteratura violoncellista del XIX secolo; accanto al merito di rendere omaggio ad uno strumento relativamente preso poco in considerazione nelle epoche classica e romantica, il Concerto rappresenta un importante contributo alla musica strumentale in generale ed alla prestigiosa letteratura francese in particolare. 

## Struttura della composizione
Il Concerto si articola nella tradizionale struttura tripartita, con il tranquillo e disteso secondo movimento compreso tra due movimenti in tempo più vivace; questo schema apparentemente convenzionale viene tuttavia utilizzato da Lalo in maniera assolutamente personale. 
Nel complesso, osserva Giacomo Manzoni, si tratta «di una composizione efficace e generosa, un tantino pletorica e patetica ma di notevole effetto strumentale e di sicura presa sul pubblico». Nel Concerto, prosegue Manzoni, non si avverte tanto un qualche elemento che riveli l'origine spagnola del compositore francese, quanto invece una forte influenza del romanticismo tedesco che avvicina Lalo al coevo musicista belga César Franck. Per la scrittura da cui emerge il solido mestiere del suo autore, illuminata da tocchi esotici come il pizzicato degli archi nel secondo movimento (richiamanti le sonorità di una chitarra) che accompagnano il tema in guisa di canzonetta e la focosa passione che infiamma i passaggi drammatici, il Concerto per violoncello rimane tra le opere più tipiche e personali di Lalo. A proposito di quest'opera, Paul Dukas osservava: «Ciò che colpisce in primo luogo è la maestria del Quartetto di cui Lalo possedeva appieno tutte le risorse e che egli fa suonare in maniera assolutamente personale attraverso l'impiego del timbro particolare di tale corda, l'accento di tale colpo d'archetto, ciò che né Berlioz né alcun altro quasi mai aveva fatto prima di lui». Il Concerto di Lalo si differenzia dal Primo Concerto Op. 33 in la minore di Saint-Saëns per la sua rude grandezza e per le sonorità che richiamano l'influenza di Franz Liszt anziché quella di Felix Mendelssohn. 
 * I. Prélude (Lento - Allegro maestoso)
Il primo movimento si apre con un'introduzione, nella quale agli energici accordi dell'orchestra si contrappone una sorta di recitativo del solista ed i cui motivi sono riproposti all'inizio della ripresa e alla conclusione del movimento medesimo. Segue un episodio in tempo Allegro maestoso, in cui il solista conquista poco a poco l'attenzione degli ascoltatori. Nella conclusione l'orchestra ripropone il motivo udito nell'introduzione, in un trionfale crescendo sonoro, fino all'energica chiusura.
* II. Intermezzo (Andantino con moto - Allegro presto)
Il secondo movimento si distingue dal precedente per il quieto andamento e presenta un insolito impianto a due facce, con un lirico Andantino in sol minore cui si contrappone un più brioso Allegro presto in sol maggiore affidato agli archi in pizzicato, in tempo di 6/8 e dall'ispirazione più libera, più svincolata dai canoni di tempo, nel corso del quale il violoncello solista dialoga amabilmente con i flauti. 
* III. Introduction (Andante) - Allegro vivace
Il terzo movimento, anch'esso in forma bipartita, è introdotto da un Andante che il compositore utilizza per ritornare alla tonalità di origine in re minore. Segue un Rondò, indicato come Scherzo, la cui vigoria è alquanto mitigata dai colori folcloristici, richiamanti la Sinfonia Spagnola. Come nel primo, anche in questo movimento la conclusione è affidata alle sonorità vigorose dell'orchestra, impegnata in un energico e travolgente passaggio finale che suggella il Concerto. 

## Discografia parziale
- Gaspar Cassadó; Bamberger Symphoniker, Jonel Perlea (Vox Turnabout)
- Pierre Fournier; Orchestre des Concerts Lamoureux, Jean Martinon (Deutsche Grammophon)
- Maurice Gendron; Orchestre National de L'Opéra de Monte Carlo, Roberto Benzi (Philips)
- Matt Haimovitz; Chicago Symphony Orchestra, James Levine (Deutsche Grammophon)
- Lynn Harrell; Radio Sinfonie-Orchester Berlin, Riccardo Chailly (Decca)
- Maria Kliegel; Nicolaus Esterházy Sinfonia, Michael Halász (Naxos)
- Yo-Yo Ma; Orchestre National de France, Lorin Maazel (Sony BMG)
- Leonard Rose; Philadelphia Orchestra, Eugene Ormandy (Sony BMG)
- Heinrich Schiff; New Philharmonia Orchestra, Sir Charles Mackerras (Deutsche Grammophon)
- János Starker; London Symphony Orchestra, Stanisław Skrowaczewski (Mercury)
- Paul Tortelier; City of Birmingham Symphony Orchestra, Louis Frémaux (EMI)